# António Cordeiro
António Cordeiro Espinosa (Angra do Heroísmo, 1641 – Lisboa, 2 de Fevereiro de 1722) foi um sacerdote da Companhia de Jesus e historiador açoriano. Foi autor de uma das obras clássicas da historiografia açoriana - a Historia Insulana (Lisboa, 1717), tendo sido o primeiro a publicar uma opinião sobre a forma de governação do arquipélago.

## Biografia
Foi o sexto e último filho de António Cordeiro Moitoso e de sua esposa Maria Espinosa, aparentemente de origem graciosence.
Cursou os estudos elementares e as aulas de humanidades então existentes na cidade de Angra, destacando-se pelo seu brilhantismo, o que levou os pais, apesar de ser o filho mais novo, a abalançarem-se em o enviar para a Universidade de Coimbra, onde um irmão já cursava cânones.
Em 1656, com apenas quinze anos de idade, partiu para Lisboa, num navio que foi comboiado pela armada sob o comando do general António Teles de Menezes. Na aproximação à costa portuguesa, a armada foi obrigada a dar combate a uma esquadra de espanhola, sendo desbaratada e ficando António Cordeiro, e seu irmão Pedro Cordeiro de Espinosa (mais tarde doutor em cânones, professor na Universidade de Coimbra e deão e comissário da Cruzada na Capitania da Bahia, no Brasil), prisioneiros dos Espanhóis.
Retidos a bordo da nau capitânia inimiga, dezassete dias depois assistiram a novo combate naval, desta vez entre Espanhóis e Ingleses, com a derrota dos primeiros, sendo a capitânia obrigada a arribar a Cádiz para reparação das avarias. Durante a estadia em Cádiz, António Cordeiro tentou uma fuga, sendo preso. Apelando da punição que lhe era dada, foi levado à presença do comandante supremo da força, Antonio de la Cerda y Dávila, 7.º duque de Medinaceli, o qual se impressionou pelo brilhantismo do jovem e lhe concedeu salvo-conduto para Portugal.

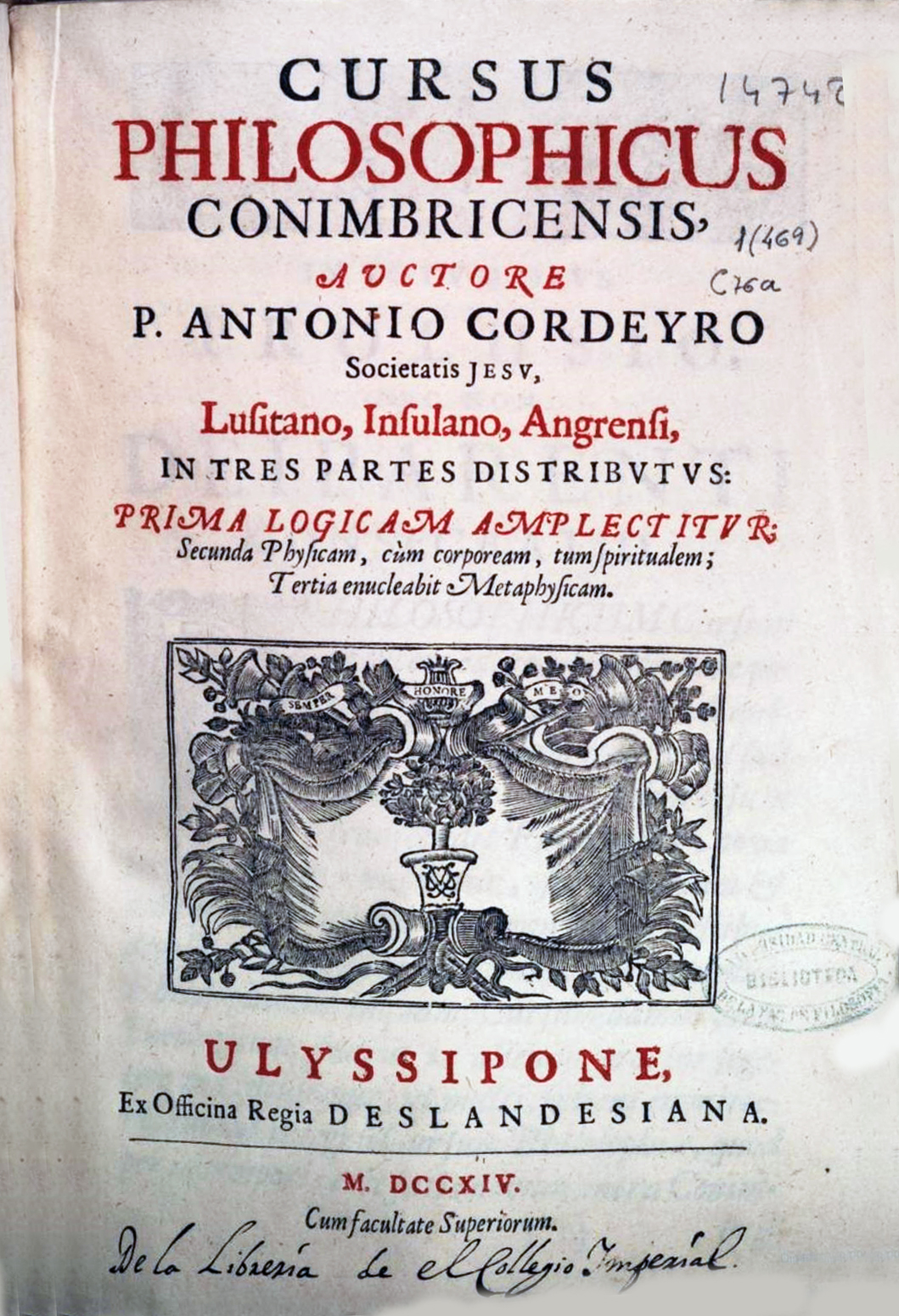
Cursus philosophicus conimbricensis, 1714

Contudo as atribulações do jovem Cordeiro não cessaram: ao atravessar o Algarve deparou-se com uma epidemia de peste, pelo que, ao chegar a Setúbal, foi detido e mantido em quarentena. Terminada esta, finalmente chegou a Coimbra e iniciou os seus estudos.
Estudou filosofia no Colégio da Companhia de Jesus, onde conduziu os seus estudos com excepcional brilho. Terminado o curso, a 12 de Junho de 1657 ingressou na Companhia e, pouco depois, no curso de Cânones da Universidade de Coimbra.
Terminou os seus estudos universitários em 1676, iniciando de imediato a sua carreira de Mestre da Companhia de Jesus, e de professor em Coimbra. Entre 1676 e 1680 lecionou filosofia, e deste ano a 1696, teologia escolástica e moral teológica.
Em 1696 foi transferido para Braga, onde lecionou no Colégio da Companhia e na cúria primacial. De Braga partiu para o Colégio do Porto, onde permaneceu oito anos, e finalmente foi colocado no Colégio de Santo Antão, em Lisboa, onde permaneceu até ao fim de sua vida.
Para além do seu labor como professor da Companhia de Jesus, foi pregador afamado, percorrendo diversas dioceses integrado nas missões catequéticas e de reforma dos costumes organizadas pelos jesuítas. Missionou em Braga, Viseu, Pinhel, Torres Novas e muitas outras localidades.
Também colaborou com a Universidade de Évora e com outros colégios da Companhia, ganhando fama de grande intelectual, a ponto de D. José de Barbosa, no visto régio que precede a publicação da "História Insulana" afirmar que António Cordeiro fora "como um raio procedido daquele Sol… alumiando com a sua doutrina as Universidades de Coimbra e de Évora, os estudos de Braga, Lisboa e Porto, e que não contente de lhes revelar a ciência com subtilíssimas novidades, começou a vida de apóstolo nas fervorosas missões de Viseu, Pinhel, Torres Novas, e de muitas outras povoações que ainda hoje na reforma dos costumes, se estão vendo os documentos da sua piedade".
Para além do seu labor como Mestre da Companhia, escreveu numerosas obras, a maior parte das quais destinadas a serem lidas nos cursos que ensinava. Neste campo, envolveu-se numa polémica sobre a doutrina aristotélica, quando depois de ter ensinado em Lisboa, no Colégio de Santo Antão, regressou a Coimbra, onde leccionaria durante duas décadas. Como as obras científicas mais recentes tinham entrado nas bibliotecas de Coimbra, Cordeiro, no seu Cursus Philosophicus Conimbricensis, publicado em 1714, referiu Galileu, Kepler, Descartes, Gassendi, entre outros autores então recentes, e sustentou que a luz não era mais do que um elemento substancial do fogo, visto que os raios de luz aqueciam, como se verificava com a ajuda de um espelho côncavo. À semelhança do que foi proposto na teoria corpuscular de Newton, Cordeiro concebia a luz como uma substância material, formada por partículas emanadas da fonte luminosa. As suas ideias geraram, porém, controvérsia no Colégio das Artes, tendo, em 1696, sido suspenso. Só em 1714 obteve autorização do Geral da Companhia para publicar as suas lições.
Dedicou-se ainda ao estudo da História dos Açores, socorrendo-se em boa parte do manuscrito da obra de Gaspar Frutuoso que então estava à guarda da Companhia de Jesus. Desse labor de historiografia veio à luz a "Historia Insulana", impressa em Lisboa em 1717, na qual faz um resumo de todos os elementos então conhecidos sobre a história açoriana. Foi a primeira obra desta abrangência a ser editada, transformando-se num marco fundamental para o conhecimento dos Açores, até porque o manuscrito de Gaspar Frutuoso permaneceria inédito e, em boa parte inacessível aos estudiosos, até meados do século XX. Por essa razão, a "História Insulana" constitui-se, nos quase três séculos intermédios, na melhor fonte para acesso indirecto à obra de Frutuoso.
O padre António Cordeiro faleceu no Colégio de Santo Antão, em Lisboa, a 2 de Fevereiro de 1722, sendo hoje lembrado por uma rua na sua cidade natal de Angra do Heroísmo e tendo a sua "História Insulana" merecido recente reimpressão.

## Obra
Embora se admita a existência de outras, as suas obras conhecidas são as seguintes:
- Moral Teológica. Coimbra, 1696.
- Cursus Philosophicus Conimbricensis. Ulyssipone: ex Oficina Regali Deslandiana, 1714.
- In Proecipium Partium D. Thomae Theologia Scholastica. Ulyssipone: apud Josephum Lopes Ferreira, 1716.
- Historia Insulana das Ilhas a Portugal Sujeitas no Oceano Ocidental. Lisboa Ocidental: Imprensa de António Pedroso Galvão, 1717.